# Barrage de Créteil
Au début du XIXe siècle, un premier barrage fut établi sur la Marne entre Saint-Maur-des-Fossés et l'île des Peupliers, sur la commune de Créteil par les meuniers de Créteil pour dévier l'eau du bras principal vers le bras du Chapitre où fonctionnaient trois moulins. D'une longueur totale de 126 mètres, il comportait un pertuis de 12 mètres de largeur, muni d'une porte marinière, pour le passage des bateaux et relevait le plan d'eau, en amont, de 0,81 m au-dessus de l'étiage. (Bournon Fernand, Créteil : notice historique…, Montévrain, 1902, page 77.) Le barrage perdit de son intérêt avec la diminution de l'activité des moulins. Il fut détruit au début du XXe siècle. La passerelle de la Pie fut édifiée à son emplacement en 1913.
En 1902, fut inauguré un autre barrage, un peu en aval du pont de Créteil entre Saint-Maur-des-Fossés et l'île Brise-Pain, une île fluviale de la commune de Créteil. Construit en calcaire et en briques entre 1900 et 1902, ce barrage à aiguilles  mesurait 61 mètres de long. Une écluse permettait de le franchir le long la rive droite. Le barrage était actionné manuellement et nécessitait une fermeture annuelle pour entretien. 
Un nouveau barrage à clapets fut construit en 1972, légèrement en amont du pont de Créteil avec une écluse rive gauche, côté Créteil. L'écluse permet le passage de bateaux de 125 m de long, 11,40 m de large et de 3 m d'enfoncement, ce qui représente un convoi de près de 1 600 tonnes. (source : Voies navigables de France).
En 2019, des études sont menées en vue de construire un passe-poissons au niveau du barrage. 